# Alex Nora
Alex Nora is een Belgische stripreeks die begonnen is in 1991 met Gabrielle Borile en Chantal Heuvel als schrijvers en André Taymans als tekenaar.

## Albums
| Nummer | Titel            | uitgever   | schrijver(s)                     | tekenaar      |
| ------ | ---------------- | ---------- | -------------------------------- | ------------- |
| 1      | Operatie Bolivar | Le Lombard | Gabrielle Borile, Chantal Heuvel | André Taymans |